# Kim Grant
Kim Grant, född 25 september 1972, är en ghanansk tidigare fotbollsspelare.
Kim Grant spelade 7 landskamper för det ghananska landslaget.